# RCW 75
RCW 75 (également connu sous le nom de Gum 48a) est une nébuleuse en émission visible dans la constellation du Centaure.
Elle est située dans la partie méridionale de la constellation, au cœur de la bande lumineuse de la Voie lactée australe. Sa position se trouve à mi-chemin entre les étoiles brillantes Acrux et Hadar. Elle n'est pas visible avec des jumelles, mais peut être observée au télescope et photographiée relativement facilement. La période optimale pour son observation se situe entre février et juillet, exclusivement depuis l'hémisphère sud et les régions tropicales de l'hémisphère nord.
RCW 75 est une vaste région H II située dans le bras du Sagittaire à une distance d'au moins 2000 parsecs (6520 années-lumière). Elle est physiquement associée à l'amas ouvert Stock 16, dont les étoiles les plus massives ionisent la nébuleuse. Stock 16 constitue l'un des principaux regroupements de Centaurus OB1, une grande association OB qui compte 24 étoiles massives de classe spectrale O, B et A, dont plusieurs supergéantes bleues, une hypergéante blanche et deux étoiles de Wolf-Rayet. Parmi les étoiles responsables de l'ionisation de RCW 75, on trouve les deux étoiles de classe O V, HD 115455 et DM-61 3587, dont l'âge ne dépasserait pas 6 millions d'années.
Le complexe nébuleux est également associé à la nébuleuse par réflexion vdBH 60, qui se compose de quatre parties désignées de A à D, semblant être liées à divers groupes de sources de rayonnement infrarouge situées à des distances comprises entre 2100 et 2400 parsecs. Le satellite IRAS a identifié dans cette région quatre sources infrarouges, nommées IRAS 13158-6217, IRAS 13165-6217, IRAS 13168-6215 et IRAS 13168-6208, dont la dernière coïncide avec l'étoile Be WRAY 15-1090 (GSC 08994-01931), profondément immergée dans le gaz de la nébuleuse.
À proximité, le vaste complexe nébuleux de Ced 122 est également visible au sud, s'étendant sur plusieurs degrés.